# Código cuenta cliente
El Código Cuenta Cliente (CCC) es un código utilizado en España por las entidades financieras (bancos, cajas y cooperativas de crédito) para la identificación de las cuentas de sus clientes. Consta de veinte dígitos.

## Estructura del CCC
Los veinte dígitos del CCC están divididos en cuatro bloques distintos de acuerdo con la siguiente estructura: E O D N.
- Los primeros cuatro dígitos son el Código de la Entidad, que coincide con el Número de Registro de Entidades del Banco de España (NRBE).[2]
- Los siguientes cuatro dígitos identifican la oficina.
- Los siguientes dos dígitos son los llamados dígitos de control, que sirven para validar el CCC.
- Los últimos diez dígitos identifican unívocamente la cuenta.

### Dígitos de control
Los dígitos situados en las posiciones novena y décima se generan a partir de los demás dígitos del CCC, permitiendo comprobar la validez del mismo y reducir la posibilidad de errores de manipulación. El primero de ellos valida conjuntamente los códigos de entidad y de oficina; el segundo, valida el número de cuenta.
Para obtener cada uno de los dígitos de control se realiza el procedimiento siguiente:
- Para el primer dígito: puesto que el código conjunto de Entidad y de Oficina tiene tan solo ocho cifras, se completa con dos ceros (00) por la izquierda para hacer la comprobación.
- Cada uno de los dígitos que componen el código se multiplica por un factor asociado a su posición en el código. Los factores para cada posición, de izquierda a derecha, son: 1, 2, 4, 8, 5, 10, 9, 7, 3, 6. (Estos factores son {\displaystyle 2^{n}} mod 11 para {\displaystyle 0\leq n<10}. Como 2 es una raíz primitiva módulo 11, esto genera una secuencia de 10 números distintos. Este producto se hace para detectar trasposiciones de números, por ejemplo 47 en lugar de 74.)
- A continuación, se suman los diez productos obtenidos.
- El resultado de esta suma se divide por 11 y se anota el resto que produce la división.
- Este resto se resta de 11 para obtener el dígito de control correspondiente a cada uno de los códigos.
- Puesto que estamos interesados en obtener solo una cifra, si la cantidad resultante fuese 10, se tomará en su lugar el dígito 1; y si fuese 11, el 0.

### Cálculo de los dígitos de control
Existen programas y códigos para calcular los dígitos de control del CCC.

#### En C++ Builder
```
AnsiString
 
__fastcall
 
TForm1
::
CalculaDigito
(
AnsiString
 
Entidad
,
 
AnsiString
 
Oficina
,
 
AnsiString
 
Numero
)

{

     
AnsiString
 
Cadena
;

     
int
 
nResto
;

     
int
 
aPesos
[
10
]
 
=
 
{
6
,
3
,
7
,
9
,
10
,
5
,
8
,
4
,
2
,
1
};

     

     
Cadena
 
=
 
""
;

     
nResto
 
=
 
0
;

     
for
 
(
int
 
nItem
 
=
 
1
;
 
nItem
 
<=
 
(
Entidad
 
+
 
Oficina
).
Length
();
 
nItem
 
++
)

          
nResto
 
+=
 
StrToInt
((
Entidad
 
+
 
Oficina
).
SubString
(
nItem
,
 
1
))
 
*
 
aPesos
[
8
 
-
 
nItem
];

     
nResto
 
=
 
11
 
-
 
(
nResto
 
%
 
11
);

     
if
 
(
nResto
 
==
 
11
)

          
nResto
 
=
 
0
;

     
else
 
if
 
(
nResto
 
==
 
10
)

          
nResto
 
=
 
1
;

     
Cadena
 
=
 
FormatFloat
(
"0"
,
 
nResto
);

     
nResto
 
=
 
0
;

     
for
 
(
int
 
nItem
 
=
 
1
;
 
nItem
 
<=
 
Numero
.
Length
();
 
nItem
 
++
)

          
nResto
 
+=
 
StrToInt
(
Numero
.
SubString
(
nItem
,
 
1
))
 
*
 
aPesos
[
10
 
-
 
nItem
];

     
nResto
 
=
 
11
 
-
 
(
nResto
 
%
 
11
);

     
if
 
(
nResto
 
==
 
11
)

          
nResto
 
=
 
0
;

     
else
 
if
 
(
nResto
 
==
 
10
)

          
nResto
 
=
 
1
;

     
Cadena
 
=
 
Cadena
 
+
 
FormatFloat
(
"0"
,
 
nResto
);

     
return
 
(
Cadena
);

}

//---------------------------------------------------------------------------

```

#### En Perl
```
use
 
strict
;

use
 
warnings
;

sub
 
calcula_dc
 
{

  
my
 
(
$entidad
,
 
$oficina
,
 
$cuenta
)
 
=
 
@_
;

  
my
 
$calcula_digito
 
=
 
sub
 
{

    
my
 
@digitos
  
=
 
split
 
//
,
 
shift
;

    
my
 
@factores
 
=
 
(
1
,
 
2
,
 
4
,
 
8
,
 
5
,
 
10
,
 
9
,
 
7
,
 
3
,
 
6
);

    
my
 
$suma
 
=
 
0
;

    
foreach
 
my
 
$i
 
(
0
..
9
)
 
{

      
$suma
 
+=
 
$digitos
[
$i
]
 
*
 
$factores
[
$i
];

    
}

    
my
 
$digito
 
=
 
(
11
 
-
 
$suma
 
%
 
11
)
 
<
 
10

                  
?
 
(
11
 
-
 
$suma
 
%
 
11
)

                  
:
 
11
 
-
 
(
11
 
-
 
$suma
 
%
 
11
);

    
return
 
$digito
;

  
};

  
return
 
$calcula_digito
->
(
"00${entidad}${oficina}"
)

       
.
 
$calcula_digito
->
(
$cuenta
);

}

sub
 
valida_dc
 
{

  
my
 
(
$entidad
,
 
$oficina
,
 
$dc
,
 
$cuenta
)
 
=
 
@_
;

  
return
 
$dc
 
==
 
calcula_dc
(
$entidad
,
 
$oficina
,
 
$cuenta
);

}

```

#### En PHP
```
function
 
valcuenta_bancaria
(
$cuenta1
,
$cuenta2
,
$cuenta3
,
$cuenta4
){

if
 
(
strlen
(
$cuenta1
)
!=
4
)
 
return
 
false
;

if
 
(
strlen
(
$cuenta2
)
!=
4
)
 
return
 
false
;

if
 
(
strlen
(
$cuenta3
)
!=
2
)
 
return
 
false
;

if
 
(
strlen
(
$cuenta4
)
!=
10
)
 
return
 
false
;

if
 
(
mod11_cuenta_bancaria
(
"00"
.
$cuenta1
.
$cuenta2
)
!=
$cuenta3
{
0
})
 
return
 
false
;

if
 
(
mod11_cuenta_bancaria
(
$cuenta4
)
!=
$cuenta3
{
1
})
 
return
 
false
;

return
 
true
;

}

//////////////////////////////////////////////////////////////////////////////////////

function
 
mod11_cuenta_bancaria
(
$numero
){

if
 
(
strlen
(
$numero
)
!=
10
)
 
return
 
"?"
;

$cifras
 
=
 
Array
(
1
,
2
,
4
,
8
,
5
,
10
,
9
,
7
,
3
,
6
);

$chequeo
=
0
;

for
 
(
$i
=
0
;
 
$i
 
<
 
10
;
 
$i
++
)

    
$chequeo
 
+=
 
substr
(
$numero
,
$i
,
1
)
 
*
 
$cifras
[
$i
];

$chequeo
 
=
 
11
 
-
 
(
$chequeo
 
%
 
11
);

if
 
(
$chequeo
 
==
 
11
)
 
$chequeo
 
=
 
0
;

if
 
(
$chequeo
 
==
 
10
)
 
$chequeo
 
=
 
1
;

return
 
$chequeo
;

}

```

#### EnPython
```
def
 
digitos_control
(
entidad
,
 
oficina
,
 
cuenta
):

    
def
 
proc
(
digitos
):

        
resultado
 
=
 
11
 
-
 
sum
(
int
(
d
)
 
*
 
2
**
i
 
for
 
i
,
d
 
in
 
enumerate
(
digitos
))
 
%
 
11

        
return
 
resultado
 
if
 
resultado
 
<
 
10
 
else
 
11
 
-
 
resultado

    
return
 
'
%d%d
'
 
%
 
(
proc
(
'00'
+
entidad
+
oficina
),
 
proc
(
cuenta
))

```

donde las variables de entrada son strings de 4, 4 y 10 caracteres respectivamente, y se tiene en cuenta que sum(... 2**i % 11 ...) % 11 es igual a sum(... 2**i ...) % 11.
De forma más explícita y con ciertas comprobaciones, la descripción del algoritmo correspondería a este programa:
```
def
 
digitos_control
(
entidad
,
 
oficina
,
 
cuenta
):

    
def
 
proc
(
digitos
):

        
if
 
not
 
digitos
.
isdigit
()
 
or
 
len
(
digitos
)
 
!=
 
10
:

            
raise
 
ValueError
(
'Debe ser número de 10 digitos: 
%s
'
 
%
 
digitos
)

        
factores
 
=
 
[
1
,
 
2
,
 
4
,
 
8
,
 
5
,
 
10
,
 
9
,
 
7
,
 
3
,
 
6
]

        
resultado
 
=
 
11
 
-
 
sum
(
int
(
d
)
*
f
 
for
 
d
,
f
 
in
 
zip
(
digitos
,
 
factores
))
 
%
 
11

        
if
 
resultado
 
==
 
10
:
  
return
 
1

        
if
 
resultado
 
==
 
11
:
  
return
 
0

        
return
 
resultado

    
return
 
'
%d%d
'
 
%
 
(
proc
(
'00'
+
entidad
+
oficina
),
 
proc
(
cuenta
))

```

#### En javaScript
```
// método de la clase String que indica si la cadena se corresponde con un número de cuenta bancaria 

// en formato dddd-dddd-dd-dddddddddd

String
.
prototype
.
isCC
=
 
function
()

{

    
var
 
controlDigit
=
function
(
number
)

    
{

        
var
 
intSum
=
0
;

        
for
 
(
var
 
intI
=
0
;
intI
<
10
;
intI
++
)

            
intSum
+=
(
Math
.
pow
(
2
,
intI
)
 
*
 
number
[
intI
]);

        
intSum
%=
 
11
;

        
return
 
(
intSum
<=
1
?
intSum
:
(
11
-
intSum
));
      

    
};

    
if
 
(
/^([0-9]{4})\-([0-9]{4})\-([0-9]{2})\-([0-9]{10})$/
.
test
(
this
))

        
return
 
(
controlDigit
(
"00"
+
RegExp
.
$1
+
RegExp
.
$2
)
==
RegExp
.
$3
[
0
]
 

                    
&&
 
controlDigit
(
RegExp
.
$4
)
==
RegExp
.
$3
[
1
]);

    
return
 
false
;
    

};

// ejemplo de uso

   
alert
(
"0049-1500-05-1234567892"
.
isCC
())
  
// true

   
alert
(
"0049-1500-05-1234567890"
.
isCC
())
  
// false

```

## IBAN
El CCC está siendo sustituido por el IBAN, que es una codificación internacional que incluye el CCC.123